# ریاق، لبنان
ریاق (به عربی: ریاق) شهری در استان بقاع کشور لبنان است که در سرشماری سال ۲۰۰۵ میلادی، ۱۸ ۸۷۶ نفر جمعیت داشته است.